# Brian Engblom
Brian Paul Engblom (* 27. Januar 1955 in Winnipeg, Manitoba) ist ein ehemaliger kanadischer Eishockeyspieler (Verteidiger), der von 1976 bis 1987 für die Canadiens de Montréal, Washington Capitals, Los Angeles Kings, Buffalo Sabres und Calgary Flames in der National Hockey League spielte.

## Karriere
Engblom studierte an der University of Wisconsin–Madison und spielte für deren Eishockeyteam. Die Profiteams wurden wegen guter Leistungen auf ihn aufmerksam. Beim WHA Amateur Draft 1974 sicherten sich die Winnipeg Jets, ein Team aus seiner Heimatstadt, die Rechte für die World Hockey Association in der zweiten Runde als 22. Ein Jahr später, ebenfalls in der zweiten Runde als 22., waren es die Canadiens de Montréal, die beim NHL Amateur Draft 1975 versuchten, ihn an sich zu binden.
Er entschied sich für Montreal, wo man ihn im ersten Jahr bei den Nova Scotia Voyageurs in der American Hockey League einsetzte. Nach einem weiteren Jahr in Nova Scotia holten ihn die Canadiens zu den Playoffs 1977 in ihren Kader. Dort verhalf er dem Team mit zwei Einsätzen zum Gewinn des Stanley Cups, wurde selbst allerdings aufgrund zu weniger Einsätze nicht auf der Trophäe verewigt. Dies holte er mit zwei weiteren Erfolgen 1978 und 1979 nach.
Der Sprung in die NHL war geschafft, doch neben Larry Robinson, Guy Lapointe und Serge Savard blieb wenig Platz für viel Eiszeit. Mit viel Mühe und stetig konstanter Defensivarbeit erarbeitete er sich einen Stammplatz und führte die Liga in der Saison 1980/81 in der Plus/Minus-Wertung. In einem großen Tauschgeschäft wurde er zur Saison 1982/83 zusammen mit Rod Langway, Doug Jarvis und Craig Laughlin an die Washington Capitals abgegeben, die im Gegenzug Rick Green und Ryan Walter nach Montreal schickten.
Nach einem Jahr mit den Capitals wurde er kurz nach Beginn der Saison 1983/84 für Larry Murphy an die Los Angeles Kings abgegeben. Ende Januar 1986 wechselte er zusammen mit Doug Smith im Tausch für Larry Playfair, Ken Baumgartner und Sean McKenna bis zum Saisonende zu den Buffalo Sabres. Es folgte noch ein weiterer Wechsel zu den Calgary Flames vor der Saison 1986/87, doch nach 32 Spielen beendete eine im Dezember 1986 erlittene Nackenverletzung seine Karriere.

## Erfolge und Auszeichnungen
| - 1975 WCHA First All-Star Team - 1975 NCAA West First All-American Team - 1976 Calder-Cup-Gewinn mit den Nova Scotia Voyageurs - 1977 Calder-Cup-Gewinn mit den Nova Scotia Voyageurs - 1977 AHL First All-Star Team | - 1977 Eddie Shore Award - 1978 Stanley-Cup-Gewinn mit den Canadiens de Montréal - 1979 Stanley-Cup-Gewinn mit den Canadiens de Montréal - 1981 Führender der Plus/Minus-Wertung (ab 1983 wurde hierfür der NHL Plus/Minus Award vergeben) - 1982 NHL Second All-Star Team |

### International
- 1981 Silbermedaille beim Canada Cup
- 1983 Bronzemedaille bei der Weltmeisterschaft